# Opius aridis
Opius aridis är en stekelart som beskrevs av Charles Joseph Gahan 1913. Opius aridis ingår i släktet Opius och familjen bracksteklar. Inga underarter finns listade i Catalogue of Life.